# Исенгве, Кристофер
Кристофер Исенгве — танзанийский легкоатлет, который специализировался в марафоне. На чемпионате мира 2005 года занял 2-е место с личным рекордом — 2:10.21. Выступал на чемпионате мира 2009 года, но не смог закончить дистанцию.

## Достижения
- 2004:  Белградский марафон — 2:12.53
- 2004:  Пекинский марафон — 2:10.56
- 2005:  Мумбайский марафон — 2:13.29